# Ugchelen
Ugchelen is een dorp in de gemeente Apeldoorn in de Nederlandse provincie Gelderland, ten zuidwesten van Apeldoorn op de oostelijke "helling" van het Veluwemassief, met 6.310 inwoners (1 januari 2023). Hoewel geheel vastgegroeid aan Apeldoorn, is Ugchelen een officiële woonplaats met woonplaatscode (2256) en eigen postcode (7339). De inwoners worden "Ugchelenaren of Ugchelsen" genoemd. Het dorp kenmerkt zich door het grote aantal vrijstaande woningen en villa's.

## Geschiedenis

### Prehistorie
In de tijd dat in Drenthe de hunebedden werden gebouwd circa 2000 voor Christus, was dit volk ook doorgedrongen tot de Veluwe. Het kende reeds het maken van aardewerk van een soort die gemakkelijk van andere te onderscheiden is. Scherven daarvan zijn aangetroffen onder Elspeet en bij de Huneschans te Uddel, maar ook nog zuidelijker, op de Keienberg, op wat nu Heidehof is in ons Ugchelen, waar fragmenten van drie verschillende potten werden aangetroffen. Daarbij werd ook nog een doorboord steentje gevonden, dat waarschijnlijk als versiersel is gedragen. Uit die periode van de late steentijd zijn ook nog twee stenen hamers uit Ugchelen bekend, een met een gat gevonden op het Hattemseveld en een zelfde geslepen hamer niet ver van Altena.
Uit de bronstijd en de ijzertijd, de laatste de eeuwen direct vóór en direct na het begin van onze jaartelling, zijn of waren grafheuvels aanwezig, die men toeschrijft aan Germaanse stammen, met als belangrijkste in de Lage Landen de Chamaven. Zo zijn er vier grote heuvels aan de voet van de Bakenberg, bij Caesarea en in het Engelanderholt. Urnen van een hoog en wijd type, aan de rand vaak met vingerafdrukken gekarteld, zijn voor de dag gekomen bij opnieuw de Bakenberg en aan de Mettaweg.

### Ontstaan van het dorp
Door het hoogteverschil, dat varieert tussen 21 en 90 meter boven de zeespiegel, was het mogelijk om sprengen in het dorp aan te leggen. Deze sprengen werden gebruikt voor het creëren van waterkracht. Ugchelen heeft 11 watermolens gekend, die hoofdzakelijk werden gebruikt als koren- of papiermolen. 

### Recente geschiedenis
Rond 1910 liet dhr. G.E. Caesar het huis "Geerlingshofstede" in Ugchelen herbouwen, om daar ook zelf te kunnen wonen. Hijzelf maakte een ontwerp en was toen het huis klaar was vaak in Ugchelen te vinden. Hij ontwikkelde toen plannen om op zijn grond een vakantiekolonie met een kapel te gaan bouwen voor kinderen uit de grote steden. Hij kende ook de aartsbisschop van Utrecht, aan wie hij zijn plannen voorlegde. Deze zag er wel wat in en keurde de plannen goed.

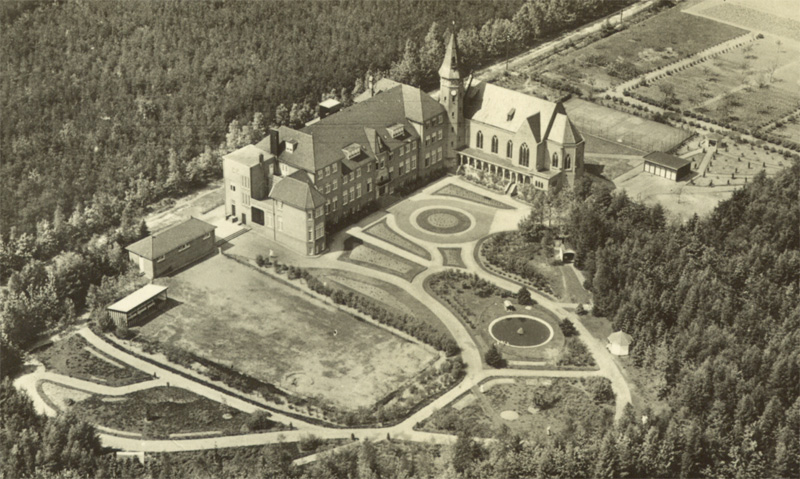
Huize Caesarea

Ter nagedachtenis aan de vier inwoners van Ugchelen die in de strijd tegen de Duitse bezetters hun leven hebben verloren, is er op 28 maart 1947 een bronzen plaat met hun namen op de Ugchelse Kei aangebracht.

## Dorpskenmerken
Het oude dorp van Ugchelen is net als dat van Apeldoorn groter geworden door de papierindustrie. Het had 11 watermolens, waaronder de Bouwhofmolen en De Hamermolen.
In september 2007 is gestart met een renovatie van de hoofdstraat, de Ugchelseweg. De nieuwe inrichting voorziet onder meer in een nieuwe 30 kilometerzone en in verkeerstechnische maatregelen die zijn gericht op de verbetering van de veiligheid voor (winkelende) voetgangers en fietsers.
Het 'dorpsgevoel' komt terug in een aantal elementen. Zo zijn er diverse dorpsverenigingen, zoals in het dorpshuis Ugchelens Belang. De Bronkerk neemt een centrale plaats in binnen de gemeenschap. Dit komt onder andere tot uiting in het kerkblad van de Bronkerk, "De Bron" genaamd, dat kosteloos huis aan huis verspreid wordt binnen Ugchelen. In dit blad staan kerkelijke berichten, evenementen, aankondigingen en berichten en advertenties van de plaatselijke middenstand.

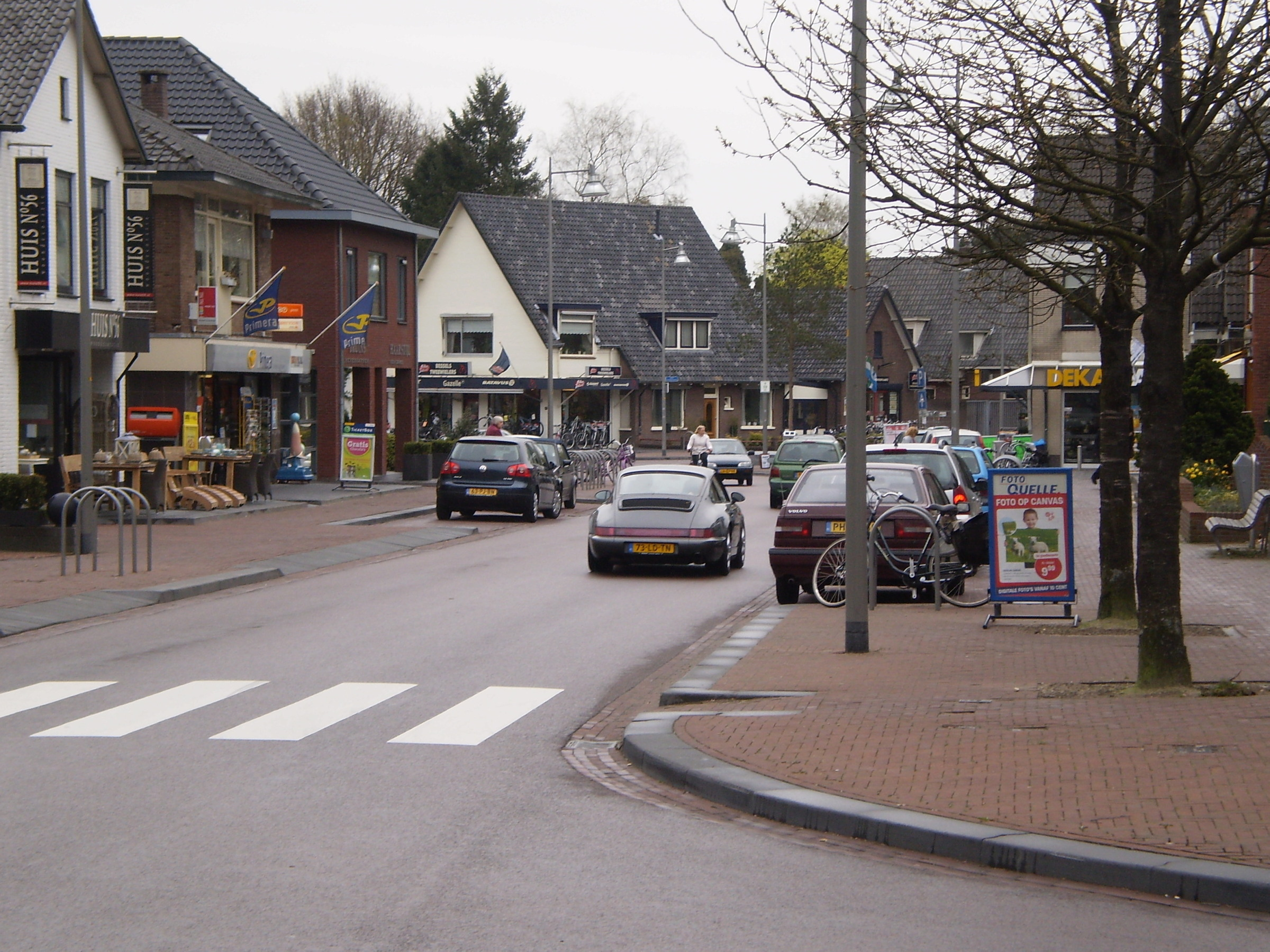
Straatbeeld in Ugchelen
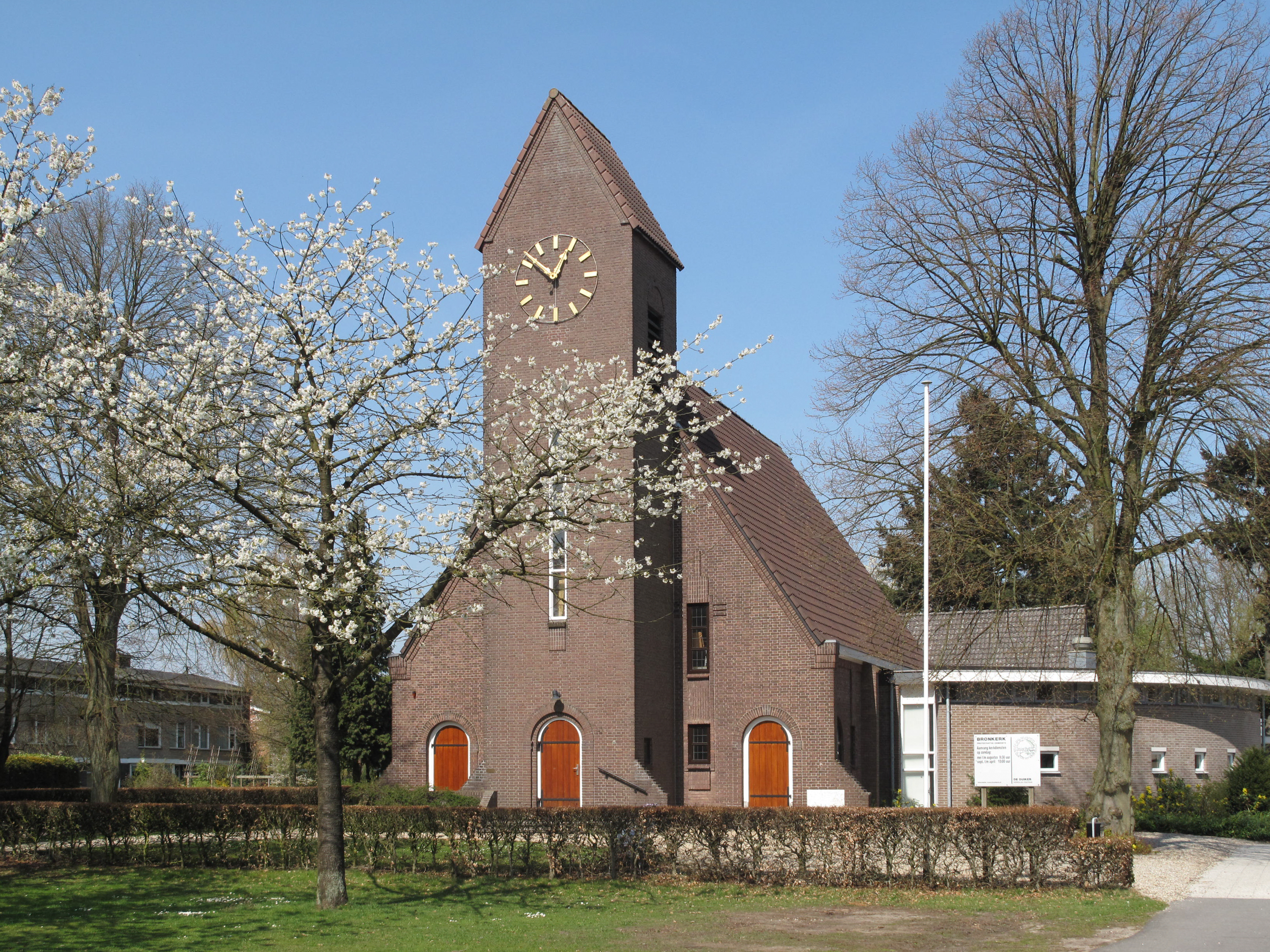
Ugchelen, Bronkerk
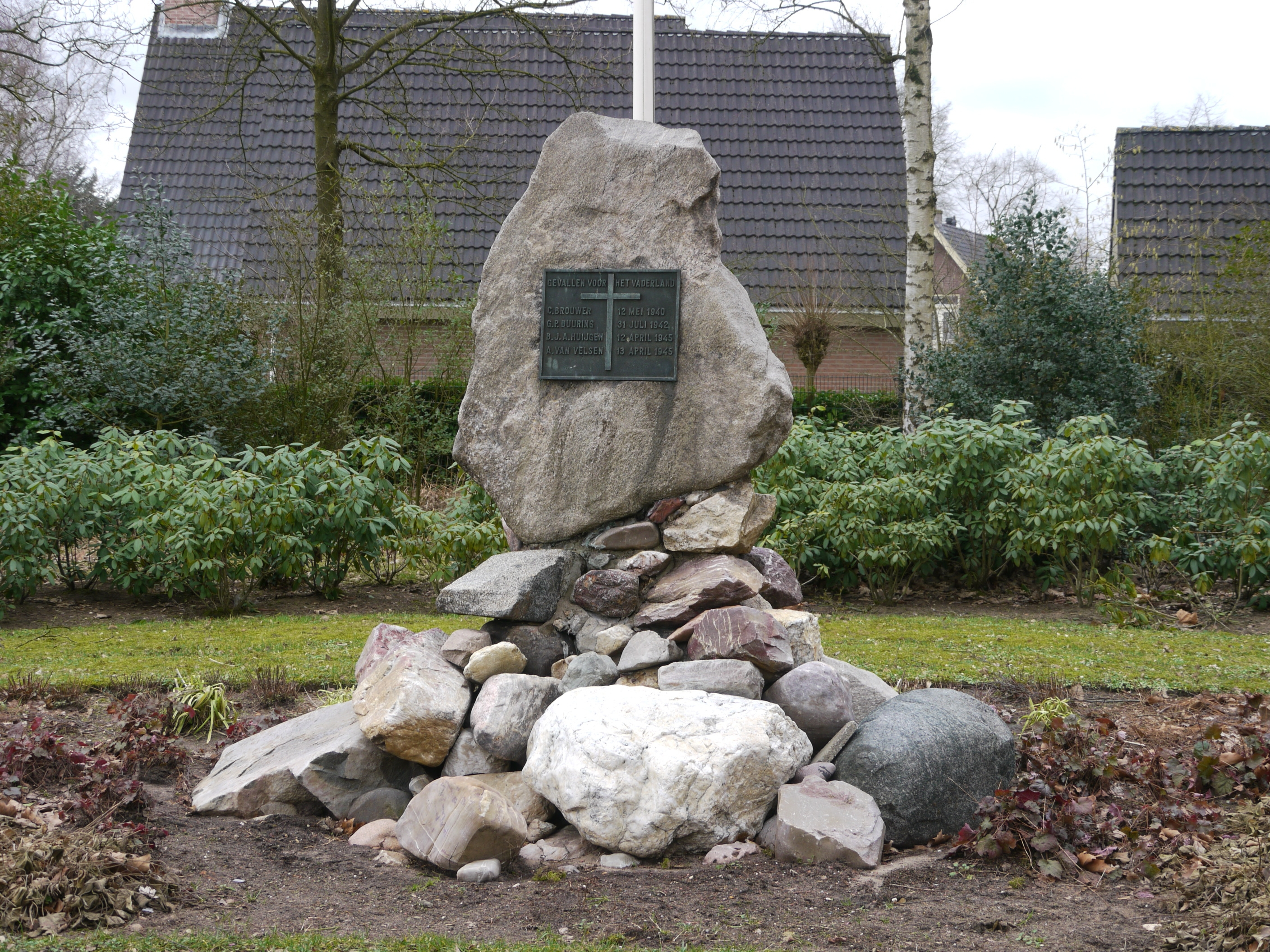
De Ugchelse Kei

## De rol van Arnhem
In feite was Ugchelen vroeger een Arnhemse aangelegenheid. In die zin is het begrijpelijk dat de Ugchelenaren hun buurt niet zien als een stadswijk van Apeldoorn. De stad Arnhem was al in 1484 "overrichter" van de Ugcheler Mark, mogelijk als gevolg van het bezit van een erf en aandeel in deze mark. Het "armengoed te Arnhem" onder Ugchelen komt voor in een register van 1488, dat de namen van een 50-tal erven bevat, ook onder Beekbergen en Loenen, waaruit het zgn. "vicarie- of gakoren" opgebracht moest worden als een vorm van belasting in natura aan de pastoor van Beekbergen, waar Ugchelen kerkelijk toe behoorde. In dat jaar was Henric Minniken pastoor van Beekbergen; de koster kreeg 1/3 deel van de opbrengst. Later verschijnen de Arnhemse burgemeesters regelmatig op de holtspraken of markevergadering van de Bruggelermark in hun kwaliteit van huismeesters van het Burgerweeshuis, dat na de hervorming werd gesticht. Tot die tijd bestonden er drie R.K. weeshuizen.
Het Burgerweeshuis bezat in Ugchelen een erf, de Weezenhof, met een vol aandeel in de vijf delen van de marke. In 1629 is een burgemeester van Arnhem holtrichter, die de naam draagt van de buurtschap, namelijk Dibbet van Ugchelen.

## Legende van de Gouden Kloosterklok
De heer Hoogland uit Apeldoorn nam alle vertellingen die hij over de klok had gehoord en zette de legende op papier. Het verhaal werd in 1985 gepubliceerd in het kwartaalblad van de stichting Regiocontact. 
Het verhaal speelt zich af in augustus van het jaar 809.
Als de inwoners van Ugchelen die warme middag het nieuws bereikt dat plunderende Noormannen onderweg zijn en het gemunt hebben op de gouden torenklok van het Ugchelse klooster, slaan ze op de vlucht. De kloosterlingen halen de gouden klok uit de toren, vertrekken richting het Salamandergat, maar worden vertraagd door het gewicht van de klok. Met de Noormannen op hun hielen besluiten ze de gouden klok in het moeras te laten zakken.
Dat is ook meteen het laatste wat de monniken doen, vlak daarna worden ze door de vijand ingehaald en vermoord. Maar met de monniken verdwijnt ook de locatie van de klok. De klok zou nog altijd begraven zijn in de buurt van het Salamandergat en is nog altijd niet gevonden.

## Bekende personen
- Walter van Diedenhoven (1886-1915), graficus en tekenaar
- Gilles Pieter Duuring (1907-1942), huisarts en verzetsstrijder
- Dirk Egbert Witteveen (1949-2007) bankier
- Robin Linschoten (1956), politicus
- Roeland van Zeijst (1974), journalist
- Jan Kromkamp (1980), voetballer
- Jaime Bruinier (1987), voetballer

## Begraafplaats en Crematorium Heidehof
Aan de Engelanderholt is de Begraafplaats Heidehof gevestigd. Hockeyer Remco Vogelzang is er begraven, net als de fotograaf Sanne Sannes, de beeldhouwers Johannes Cornelis Wienecke en Pieter Puijpe en de bankier en jurist Dirk Egbert Witteveen.

## Indeling
Ugchelen is vanuit het CBS verdeeld in 3 buurten: Ugchelen, Ugchelen-Zuid en De Bouwhof. Naast de officiële CBS-buurten zullen de Ugchelenaren zelf het eerder hebben over buurten die binnen het dorp bekend zijn, zoals "De drie laantjes", "De burgen", "De Sokkenbuurt", "De Cloese", "De Steinen" en "De Veldekster".
Het bebouwde gebied van Ugchelen is door groei tegen Apeldoorn aan komen te liggen. Het dorp had geen eigen bebouwde kom meer. Ugchelen wordt door de gemeente Apeldoorn gezien als een wijk in Apeldoorn. De tabel woonplaatsen zoals officieel is vastgesteld en door het CBS wordt gehanteerd, kent 12 woonplaatsen binnen de gemeente Apeldoorn, waaronder Ugchelen. Op 9 november 2016 kenden B en W van de gemeente Apeldoorn het echter, op verzoek van Ugchelen, een eigen bebouwde kom toe.

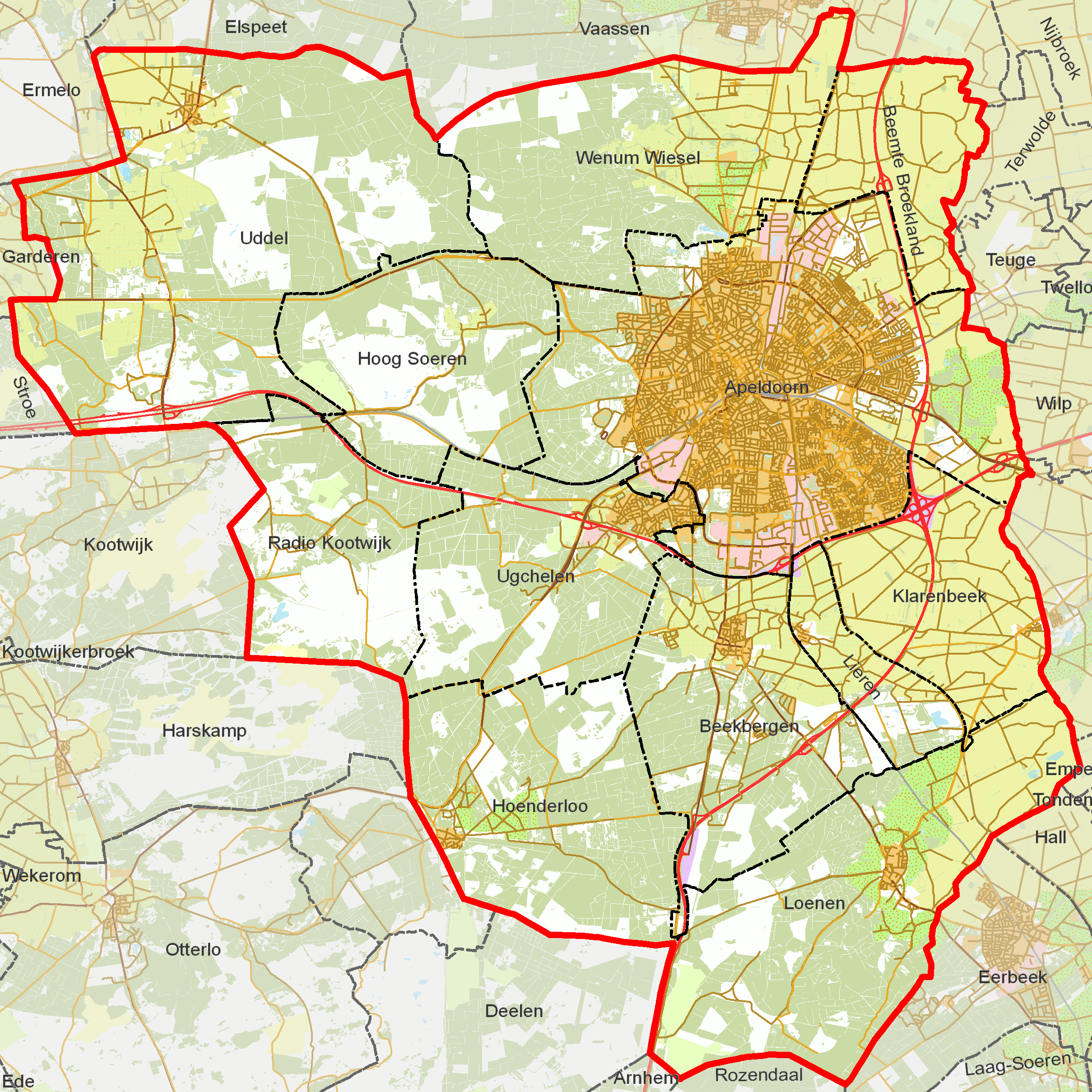
BAG Gemeente Apeldoorn